# Черновка Северная

Черновка Северная — река в России, протекает в Усть-Куломском районе Республики Коми и Чердынском районе Пермского края. Устье реки находится в 2,6 км по правому берегу реки Черновка. Длина реки составляет 24 км.
Исток реки на Северных Увалах в Республике Коми близ границы с Пермским краем в 45 км к юго-востоку от села Нижний Воч. Исток находится на водоразделе бассейнов Волги и Северной Двины, рядом с истоком Северной Черновки находится исток реки Окос. Река течёт на юго-восток, вскоре перетекает в Пермский край, где поворачивает на юг. Всё течение реки проходит по ненаселённому лесному массиву. Впадает в Черновку, которая до устья Северной Черновки называется Восточной Черновкой, незадолго до её впадения в Тимшор. Ширина реки у устья — 7 метров.

## Данные водного реестра
По данным государственного водного реестра России относится к Камскому бассейновому округу, водохозяйственный участок реки — Кама от истока до водомерного поста у села Бондюг, речной подбассейн реки — бассейны притоков Камы до впадения Белой. Речной бассейн реки — Кама.
По данным геоинформационной системы водохозяйственного районирования территории РФ, подготовленной Федеральным агентством водных ресурсов:
- Код водного объекта в государственном водном реестре — 10010100112111100003437
- Код по гидрологической изученности (ГИ) — 111100343
- Код бассейна — 10.01.01.001
- Номер тома по ГИ — 11
- Выпуск по ГИ — 1